# Сан-Леучо-дель-Саннио
Сан-Леучо-дель-Саннио (итал. San Leucio del Sannio) — коммуна в Италии, располагается в регионе Кампания, подчиняется административному центру Беневенто.
Население составляет 3158 человек, плотность населения составляет 351 чел./км². Занимает площадь 9 км². Почтовый индекс — 82010. Телефонный код — 0824.
Покровителем коммуны почитается святой Леучий из Бриндизи (Leucio di Brindisi), празднование 11 января.